# Красноярка (Шербакульский район)
Красноя́рка — село в Шербакульском районе Омской области. Административный центр Красноярского сельского поселения.
Основано в 1894 году.
Население — 781 чел. (2010)

## География
Красноярка находится в лесостепной зоне Ишимской равнины, относящейся к Западно-Сибирской равнине. Рельеф местности равнинный. Гидрографическая сеть не развита: реки и озёр в окрестностях населённого пункта отсутствуют. Высота центра населённого пункта — 110 метров над уровнем моря. Почвы — чернозёмы остаточно-карбонатные.
Село расположено в 41 км от районного центра посёлка Шербакуль и 95 км от областного центра города Омск.
Климат
Климат резко континентальный, с выраженными климатическими сезонами и со значительными перепадами температур в течение года (согласно классификации климатов Кёппена — влажный континентальный климат (Dfb)). Многолетняя норма осадков — 370 мм. Наибольшее количество осадков выпадает в июле — 61 мм, наименьшее в марте — 13 мм. Среднегодовая температура положительная и составляет + 1,6 С, средняя температура самого холодного месяца января −17,2 С, самого жаркого месяца июля +19,9 С.
Часовой пояс
Красноярка, как и вся Омская область, находится в часовой зоне МСК+3. Смещение применяемого времени относительно UTC составляет +6:00.

## История
Основано поволжскими немцами в 1894 году на участке близ болота Кудай-Кудук. Первые поселенцы прибыли из Красноярской волости Камышинского уезда Саратовской губернии. Верующие — преимущественно лютеране. Участок, где возникла Красноярка, занимал площадь в 3197 десятин земли, годной для пашни, степи — 3086 десятин, сенокосов 18,5, леса и кустарников — 47,5. В 1897 году открыта начальная школа. В 1905 году открыт молельный дом.
В 1903 году при обследовании Красноярки в ней зафиксированы 31 домохозяйство, 20 глинобитных изб и 11 землянок. Основным занятием переселенцев было хлебопашество
В 1920-х образован сельсовет.

## Население
| 1897 | 1909 | 1911 | 1920 | 1926 | 1970 | 1989 |
| ---- | ---- | ---- | ---- | ---- | ---- | ---- |
| 216  | ↗217 | ↗502 | ↗626 | ↘516 | ↗897 | ↗935 |
| 2010 |      |      |      |      |      |      |
| ↘781 |      |      |      |      |      |      |

Гендерный состав
По данным Всероссийской переписи населения 2010 года в гендерной структуре населения из 781 человек мужчин — 371, женщин — 410 (47,5 и 52,5 % соответственно)
Национальный состав
Согласно результатам переписи 2002 года, в национальной структуре населения русские составляли 52 %, немцы 30 % от общей численности населения в 835 чел..